# Jean-Baptiste Blanc (homme politique, 1796-1867)
Pour les articles homonymes, voir Jean-Baptiste Blanc et Blanc (homonymie).
Jean-Baptiste Blanc est un homme politique français né le 7 janvier 1796 à Grenoble (Isère) et décédé le 4 mai 1867 à Paris.
Ingénieur mécanicien, il fait des études scientifiques et entre à l'observatoire de Paris aux côtés de François Arago. Revenu à Grenoble, il ouvre une fabrique de compas, selon un procédé qu'il a inventé. Il est député de l'Isère de 1848 à 1849, siégeant à gauche.

## Sources
- « Jean-Baptiste Blanc (homme politique, 1796-1867) », dans Adolphe Robert et Gaston Cougny, Dictionnaire des parlementaires français, Edgar Bourloton, 1889-1891 [détail de l’édition]